# Ai (île)
Pour les articles homonymes, voir Ai.
Ai (Pulau Ai en indonésien) est l'une des plus petites îles de l'archipel des Banda, en Indonésie.